# Museo Chanenko
Il Museo Chanenko il cui nome completo è Museo nazionale d'arte Bohdan e Varvara Chanenko (in ucraino Національний музей мистецтв імені Богдана та Варвари Ханенків?, Nacional'nyj muzej mystectv imeni Bohdana ta Varvary Chanenkiv) è un museo a Kiev in Ucraina che custodisce la più vasta collezione d'arte europea, asiatica e antica del paese.

## Storia
Il museo nacque dal lascito di Bohdan Chanenko (1848-1917) avvocato, industriale e collezionista e della moglie Varvara, a sua volta ereditiera di una dinastia industriale e appassionata collezionista di antichità. Per ospitare la collezione la coppia fece erigere nel 1882 una sontuosa residenza copiando lo stile dei palazzi italiani.
Nel 1918 Varvara trasferì la collezione e la residenza all'Accademia nazionale delle scienze dell'Ucraina Nel 1919 la proprietà venne nazionalizzata, nel 1921 arrivò al museo la parte della collezione Chanenko rimasta a Mosca, si aggiunsero ad essa altre collezioni tra le quali una ricca raccolta di ceramiche antiche dell'Asia centrale e, nel 1925, una collezione di fiamminghi.
Nel 1924, due anni dopo la morte di Varvara, il nome Chanenko viene cancellato dal titolo per "assenza di contributi rivoluzionari alla cultura proletaria" da parte della coppia. Durante la seconda guerra mondiale gran parte della collezione fu messa in salvo, parte fu comunque saccheggiata dai nazisti.
Il museo ha riaperto nel 1998 dopo un lungo periodo di restauro e nel 1999 gli è stato dato il nome attuale.

## La collezione

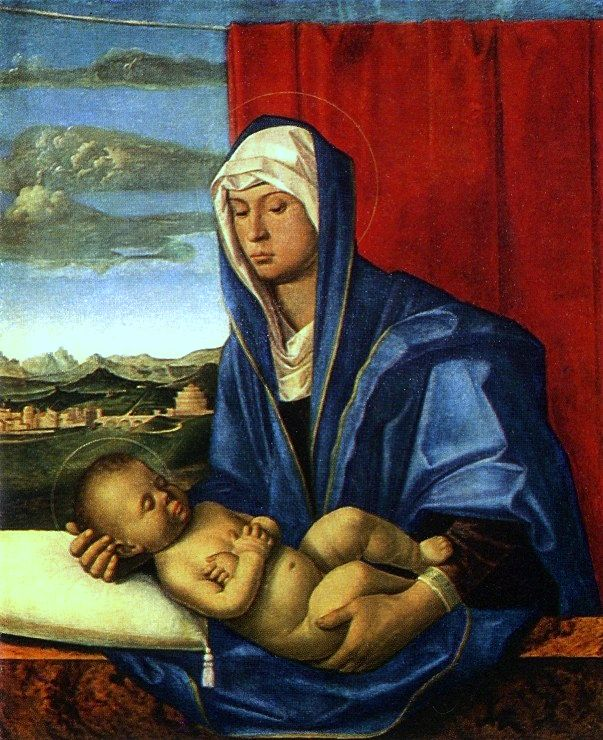
Madonna con bambino di Giovanni Bellini

Attualmente il museo è diviso in due sezioni, quella dedicata all'arte occidentale occupa l'originaria residenza Chanenko, progetta tra il 1889 e il 1895, e quella dedicata all'arte orientale si trova in un edificio adiacente.
La sezione occidentale comprende oggetti funerari dell'antico Egitto, vasi dell'antica Grecia, alcune opere di origine etrusca e oggetti di arte romana per proseguire con l'arte rinascimentale, quadri, sculture, arredi e ceramiche tra le quali maioliche italiane del XV e XVI secolo. Tra i quadri una Madonna con bambino di Gentile Bellini datata 1480. L'epoca barocca è rappresentata da opere di Bernardo Bellotto, Francesco Guardi e Francesco Tironi. Tra i fiamminghi opere di Peter Paul Rubens, Pieter Brueghel il Giovane, Jacob Jordaens e Jan Weenix.
Alcune dipinti di autori spagnoli del XV/XII secolo tra i quali una natura morta di Juan de Zurbarán. Fra i francesi del XVI/XVIII secolo opere di Jacques-Louis David, Élisabeth Vigée Le Brun, Alexis Grimou e François Boucher. Una sala è completamente dedicata all'arte decorativa rococò con tappezzerie nelle quali è raffigurata la storia del Don Chisciotte.
Tra i prezzi di pregio spiccano due icone bizantine risalenti tra le più antiche al mondo provenienti dal Monastero di Santa Caterina sul Monte Sinai.
La sezione dedicata all'arte orientale ospita quattro sale dedicate rispettivamente all'arte buddista, cinese, paesi islamici e Giappone. Vi si trovano oggetti religiosi, sculture, icone, oggetti in bronzo, porcellane, smalti, tessuti, manoscritti e miniature.
La sala dedicata all'arte dei paesi islamici ospita opere, tra le quali ceramiche e oggetti in bronzo, provenienti da Iran, Iraq, Egitto, Siria e Turchia e paesi del Caucaso.
Nella sala dedicata all'arte giapponese numerosi pezzi del periodo Edo (1603—1868) tra cui stampe di diversi autori come Torii Kiyonaga, Isoda Koryūsai, Katsushika Hokusai e Utagawa Hiroshige e una vasta collezione di tsuba decorati ma anche porcellane e una collezione di netsuke.